# 岡山県道413号安井津山線
岡山県道413号安井津山線（おかやまけんどう413ごう やすいつやません）は、岡山県久米郡美咲町から津山市に至る一般県道である。

## 概要
久米郡美咲町宮山と津山市金井を結ぶ。

### 路線データ
- 起点：久米郡美咲町宮山（岡山県道52号勝央仁堀中線交点）
- 終点：津山市金井（津山市金井交差点、国道179号交点）
- 総延長：4.0 km

## 歴史
- 1972年（昭和47年）
  - 3月21日 - 岡山県告示第263号により認定される。
  - 秋ごろ（時期不明） - 岡山県の県道番号再編により現行の路線名称に変更される。
- 2005年（平成17年）3月22日 - 久米郡のうちの旭町・中央町・柵原町が対等合併して久米郡美咲町が発足したことに伴い起点の地名表記が変更される（久米郡柵原町宮山→久米郡美咲町宮山）。

## 地理

### 通過する自治体
- 岡山県
  - 久米郡美咲町 - 津山市

### 交差する道路
| 交差する道路             | 市町村名 | 市町村名 | 交差する場所 | 交差する場所            |
| ------------------------ | -------- | -------- | ------------ | ----------------------- |
| 岡山県道52号勝央仁堀中線 | 久米郡   | 美咲町   | 宮山         | 起点                    |
| 国道179号 国道374号 重複 | 津山市   | 津山市   | 金井         | 津山市金井交差点 / 終点 |

### 沿線
- 和気山酪農牧場

### 峠
- 名坂峠（久米郡美咲町宮山 - 津山市中原）